# Бака Михайло Макарович
Михайло Макарович Бака (3 вересня 1927, село Личкове, тепер Магдалинівського району Дніпропетровській області — 2 березня 2009, місто Київ) — український державний, громадський та спортивний діяч, доктор педагогічних наук, професор. Депутат Верховної Ради УРСР 10—11-го скликань.

## Біографія
Народився в селянській родині. Учасник німецько-радянської війни, підлітком брав участь в діях партизанського загону.
Після війни закінчив технікум фізкультури, з 1947 року працював інспектором Дніпропетровського міського комітету з фізичної культури і спорту, з 1948 року — викладачем фізичного виховання в школі.
Член КПРС з 1953 року.
У 1953 році заочно закінчив Київський інститут фізичної культури, був у 1953–1956 завідувачем кафедри фізичного виховання Дніпропетровського фармацевтичного інституту.
У 1956–1959 роках — голова Дніпропетровського обласного комітету з фізичної культури і спорту. У 1959–1966 роках — голова Дніпропетровської обласної ради Спілки спортивних товариств і організацій.
у 1966–1973 роках — заступник голови Української республіканської ради товариства «Динамо».
У грудні 1973 — липні 1990 року — голова Комітету по фізичній культурі і спорту при Раді Міністрів Української РСР, входив до складу колегії Держкомспорту СРСР і Президії Національного олімпійського комітету СРСР, був одним з організаторів олімпійських змагань з футболу в Києві в програмі ігор Московської олімпіади.
У 1990–1999 роках — професор, завідувач кафедрою соціально-економічних та організаційно-правових основ управління фізичною культурою і спортом Національного університету фізичного виховання і спорту України. З 1999 року — головний науковий співробітник Науково-дослідного інституту фізичної культури і спорту.
Був членом колегії Міністерства України у справах сім'ї, молоді та спорту, почесним членом Національного олімпійського комітету України, головою Ради ветеранів фізичної культури і спорту України, яку очолював з вересня 1997 року. Обирався депутатом Верховної Ради УРСР 10 і 11 скликань (1980–1990 роки).

Могила Михайла Баки

Дружина — Діна Румянцева (1928—2022), науковиця, кандидат педагогічних наук. Виховали двох дітей: сина Олексія та доньку Олену, яка стала лікарем-гастроентерологом, завідувачкою гастроентерологічного відділення Центра інноваційних медичних технологій.
Помер 2 березня 2009 року. Похований в Києві на Байковому кладовищі (ділянка № 52) разом з дружиною.

## Відзнаки
Заслужений працівник фізичної культури і спорту України, заслужений працівник культури Української РСР (2.09.1977), Заслужений тренер СРСР та України.
Нагороджений орденом Трудового Червоного Прапора, орденом Вітчизняної війни ІІ ступеня, орденом Дружби народів, двома орденами «Знак Пошани» (2.09.1987), орденом «За заслуги» ІІІ та ІІ ступеня, орденом «За мужність» ІІІ ступеня, Олімпійським орденом.